# Melancholiker

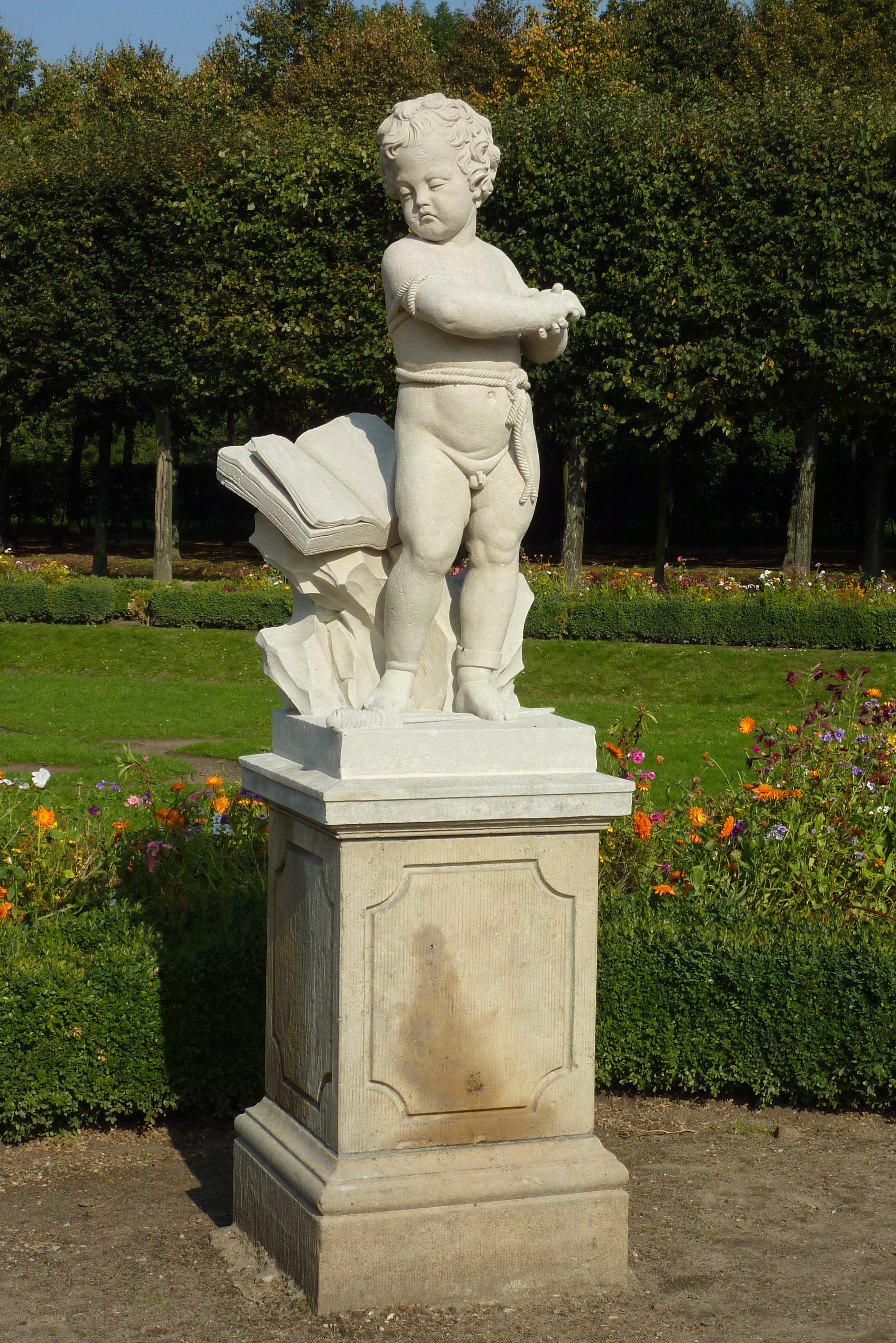
Melancholiker nach dem Original von Johann Gottfried Knöffler, mit sinnbildlicher Fesselung

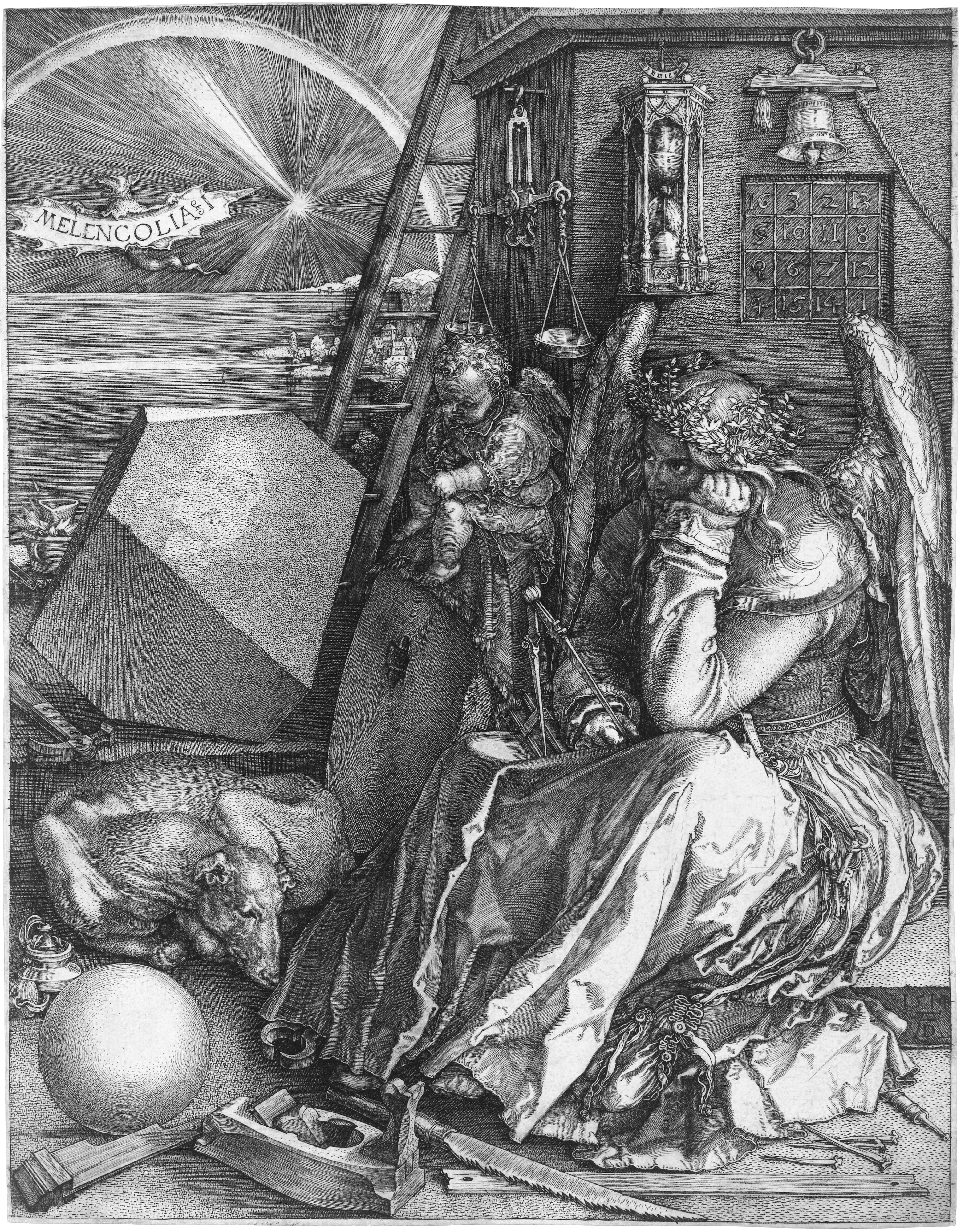
Albrecht Dürer, Melancholie

Als Melancholiker (von  lateinisch melancolicus, „schwarzgallig, Schwarzgalliger; melancholisch, Melancholiker“, von altgriechisch μέλας mélas, deutsch ‚schwarz‘ und χολή cholḗ, ‚Galle‘) wird in der heutigen Umgangssprache ein zu Melancholie, also Schwermut, Trübsinn und Traurigkeit, aber auch zu Misstrauen und Kritik neigender Mensch bezeichnet. Er bildet mit dem Choleriker, Phlegmatiker und Sanguiniker die inzwischen als überholt geltenden vier Temperamente, die auf der Humoralpathologie beruhen. Beim Melancholiker überwiegt dementsprechend in der Mischung der vier Körpersäfte (Blut, Gelbe Galle, Schwarze Galle und Schleim) die Schwarze Galle.
Im positiven Sinn werden dem Melancholiker Verlässlichkeit und Selbstbeherrschung zugeschrieben.

## Begriffsentwicklung
Hildegard von Bingen schreibt „[Melancholische Frauen] haben mageres Fleisch, dicke Adern, mäßige Knochen und mehr rotblaues als blutfarbenes Blut, und haben ein Antlitz wie mit blauer oder schwarzer Farbe durchsetzt u.s.w.“
Gemäß Marsilio Ficino werden geniale Menschen, die Außergewöhnliches leisten, aber zudem durch ein reizbares, zwischen Depression und Übererregung schwankendes Temperament bedroht seien, durch Geburt im Zeichen des Saturn oder durch ihre geistige Tätigkeiten zu Melancholikern, bei denen die Schwarze Galle vorherrscht.
Nach Hans Jürgen Eysenck ist das melancholische Temperament durch die Kombination von emotionaler Labilität mit Introversion gekennzeichnet.
Die Entstehung der Charaktereigenschaften eines Menschen wird von der heutigen Persönlichkeitspsychologie anders beurteilt; an ihrer Ausbildung sind viele andere Faktoren beteiligt.